# Hrabstwo Union (Ohio)
Hrabstwo Union (ang. Union County) – hrabstwo w stanie Ohio w Stanach Zjednoczonych. Obszar całkowity hrabstwa obejmuje powierzchnię 436,87 mil2 (1 131,5 km²). Według danych z 2010 r. hrabstwo miało 52 300 mieszkańców. Hrabstwo powstało 1 kwietnia 1820 roku, a jego nazwa pochodzi od słowa unia (ang. union), jako że hrabstwo to powstało w wyniku połączenia (unii) części okolicznych krain.

## Sąsiednie hrabstwa
- Hrabstwo Marion (północny wschód)
- Hrabstwo Delaware (wschód)
- Hrabstwo Franklin (południowy wschód)
- Hrabstwo Madison (południe)
- Hrabstwo Champaign (południowy zachód)
- Hrabstwo Logan (zachód)
- Hrabstwo Hardin (północny zachód)

## Miasta
- Dublin
- Marysville

## Wioski
- Magnetic Springs
- Milford Center
- Plain City
- Richwood
- Unionville Center

## CDP
- New California
- Raymond